# رونالد كابلان (كاتب)
رونالد كابلان (بالإنجليزية: Ronald Caplan)‏ هو كاتب أمريكي، ولد في 1945 في بيتسبرغ في الولايات المتحدة.